# Маласада
Маласада (порт. Mal asada — погано просмажена) — португальський кондитерські виріб, смажений пончик з дріжджового тіста, покритий цукровим піском, а іноді й корицею. Традиційні португальські маласади не містять отворів або будь-якої начинки, але в деяких варіантах начинка є, особливо в маласадах спечених на Гаваях. На Гаваях розташовані безліч пекарень, які спеціалізуються на приготуванні маласад. Страва має довгу кулінарну історію.